# نبيلة عريان
نبيلة عريان مغنية وممثلة مصرية.

## روابط خارجية
لم يتم العثور على روابط لمواقع التواصل الاجتماعي.